# Pseudococcus espeletiae
Pseudococcus espeletiae är en insektsart som beskrevs av Williams och Granara de Willink 1992. Pseudococcus espeletiae ingår i släktet Pseudococcus och familjen ullsköldlöss.
Artens utbredningsområde är Colombia. Inga underarter finns listade i Catalogue of Life.